# Stijn Haeldermans
Stijn Haeldermans, né à Hasselt le 22 avril 1975, est un joueur de football belge, reconverti agent de joueurs pour la société Kirola Sports qu'il a fondée. Il évoluait au poste de milieu gauche. Il a évolué l'essentiel de sa carrière en Belgique, avec des passages aux Pays-Bas et en Allemagne. Il a la particularité d'avoir été relégué six fois avec six clubs différents durant sa carrière.

## Carrière

### Débuts professionnels
Stijn Haeldermans s'affilie d'abord au K Zonhoven VV, un petit club de provinciales près d'Hasselt. En 1986, il rejoint le Patro Eisden où il joue durant deux ans. Il part ensuite terminer sa formation aux Pays-Bas, au MVV Maastricht. Il y progresse dans les différentes catégories d'âge et est intégré au noyau professionnel en 1994, alors que l'équipe évolue en première division. En 1996, un an après la relégation du club en Eerste divisie, il revient en Belgique et signe au KRC Genk. Après un temps d'adaptation, il s'impose comme titulaire au poste de milieu gauche et dispute quasiment tous les matches du championnat à partir du mois d'octobre, inscrivant deux buts. Il est également sélectionné à cinq reprises avec les espoirs belges durant la saison.

### Six clubs en sept ans
En fin de saison, il est transféré par le Standard de Liège. Il y obtient d'emblée la préférence de son entraîneur pour le poste de milieu gauche et dispute la saison 1997-1998 dans la peau d'un titulaire et dispute ses premières rencontres européennes, en Coupe Intertoto. La saison suivante démarre bien pour le joueur mais après quelques moins bonnes prestations, il est pris en grippe par une partie des supporters et relégué sur le banc par l'entraîneur Tomislav Ivić. À la fin du championnat, il est versé dans le « noyau C » et autorisé par la nouvelle direction liégeoise à quitter le club. Il s'engage en octobre 1999 avec le KFC Lommelse SK, à ce moment avant-dernier du classement, où il s'entraînait depuis plusieurs jours. Il y fait ses débuts le 6 novembre et dispute toute la saison dans l'équipe de base. Malheureusement, il ne peut éviter la relégation du club en Division 2.
Stijn Haeldermans n'accompagne pas ses équipiers à l'échelon inférieur et choisit de repartir aux Pays-Bas. Il signe un contrat portant sur deux saisons avec le Fortuna Sittard, qui évolue en Eredivisie, la première division néerlandaise. Dans son nouveau club, il reçoit la confiance de l'entraîneur dès la première journée de compétition et conserve sa place de titulaire durant deux ans malgré les mauvaises performances du club. Sauvé de justesse en 2001, le club termine bon dernier l'année suivante et Stijn Haeldermans décide de ne pas prolonger son contrat et se retrouve libre de s'engager avec un autre club. En septembre 2002, il choisit de retourner à Lommel, remonté l'année précédente parmi l'élite belge. Il retrouve sa place sur le flanc gauche et entame toutes les rencontres du championnat comme titulaire. Mais malgré de bons résultats en Coupe de Belgique, où il atteint les demi-finales, le club est à la traîne en championnat et les difficultés financières se font de plus en plus ressentir. Après une ultime défaite 4-0 au Standard de Liège le 22 mars 2003, le club dépose le bilan et ses joueurs se retrouvent sans contrat. Quatre jours plus tard, Stijn Haeldermans signe au Lierse où il termine la saison. Après seulement trois mois passés à Lierre, il quitte le club et rejoint les rangs d'Heusden-Zolder, le club-satellite du KRC Genk tout juste promu en Division 1. L'aventure ne dure toutefois qu'une saison et le joueur vit une troisième relégation cinq ans, avec un troisième club différent.

### Fin de carrière en Allemagne
Stijn Haeldermans quitte à nouveau la Belgique et part cette fois en direction de l'Allemagne. Il s'engage avec le club de 2. Bundesliga Rot-Weiß Oberhausen. Après une saison, le club est relégué mais encore une fois, le joueur est transféré au terme de la saison. Il quitte Oberhausen pour rejoindre le Rot-Weiß Essen, un autre club relégué en Regionalliga Nord. Il s'impose dans l'équipe de base et remporte le titre de champion en fin de championnat. Le retour en deuxième division est de courte durée car après une seule saison, le club est à nouveau relégué, ce qui constitue la cinquième dégradation vécue par une équipe où joue Stijn Haeldermans sur les huit dernières années, la sixième sur l'ensemble de sa carrière. Il reste encore au club pendant un an puis, son contrat arrivant à échéance, il décide de ne pas prolonger.

### Reconversion réussie
Malgré quelques contacts avec deux de ses anciennes équipes, le MVV Maastricht et le Rot-Weiß Oberhausen, Stijn Haeldermans ne parvient pas à retrouver un club. Il décide alors de se retirer du football professionnel et s'inscrit à l'Université de Hasselt pour y suivre des cours de droit. Dans le même temps, il passe ses diplômes d'entraîneur UEFA et d'agent de joueurs FIFA, qu'il obtient tous deux en 2010. Il reçoit son diplôme de bachelier en 2011. La même année, il fonde la société de management footballistique Kirola Sports. En 2013, il décroche son diplôme de Master of Laws à l'Université de Maastricht.

## Palmarès
- 1 fois champion de Regionalliga Nord en 2006 avec le Rot-Weiß Essen

## Statistiques
| Saison                | Club                  | Championnat           | Championnat | Championnat | Coupe nationale | Coupe nationale | Coupe de la Ligue | Coupe de la Ligue | Compétition(s) continentale(s) | Compétition(s) continentale(s) | Compétition(s) continentale(s) | Total | Total |
| Saison                | Club                  | Division              | M.          | B.          | M.              | B.              | M.                | B.                | Comp.                          | M.                             | B.                             | M.    | B.    |
| 1994-1995             | MVV Maastricht        | Eredivisie            | 0           | 0           | 0               | 0               | 0                 | 0                 | -                              | 0                              | 0                              | 0     | 0     |
| 1995-1996             | MVV Maastricht        | Eerste divisie        | 22          | 2           | -               | -               | 0                 | 0                 | -                              | 0                              | 0                              | 22    | 2     |
| 1996-1997             | KRC Genk              | Division 1            | 26          | 2           | 1               | 0               | 0                 | 0                 | -                              | 0                              | 0                              | 27    | 2     |
| 1997-1998             | Standard de Liège     | Division 1            | 33          | 3           | 1               | 0               | 1                 | 0                 | CI                             | 2                              | 0                              | 37    | 3     |
| 1998-1999             | Standard de Liège     | Division 1            | 21          | 4           | 1               | 1               | 2                 | 0                 | -                              | 0                              | 0                              | 24    | 5     |
| 1999-2000             | KFC Lommelse SK       | Division 1            | 22          | 1           | 1               | 0               | 0                 | 0                 | -                              | 0                              | 0                              | 23    | 1     |
| 2000-2001             | Fortuna Sittard       | Eredivisie            | 29          | 0           | 1               | 0               | 0                 | 0                 | -                              | 0                              | 0                              | 30    | 0     |
| 2001-2002             | Fortuna Sittard       | Eredivisie            | 28          | 0           | 0               | 0               | 0                 | 0                 | -                              | 0                              | 0                              | 28    | 0     |
| 2002-2003             | KFC Lommelse SK       | Division 1            | 21          | 3           | 5               | 2               | 0                 | 0                 | -                              | 0                              | 0                              | 26    | 5     |
| 2002-2003             | K Lierse SK           | Division 1            | 7           | 1           | 0               | 0               | 0                 | 0                 | -                              | 0                              | 0                              | 7     | 1     |
| 2003-2004             | Heusden-Zolder SK     | Division 1            | 29          | 0           | 2               | 0               | 0                 | 0                 | -                              | 0                              | 0                              | 31    | 0     |
| 2004-2005             | Rot-Weiß Oberhausen   | 2. Bundesliga         | 27          | 4           | 1               | 0               | 0                 | 0                 | -                              | 0                              | 0                              | 28    | 4     |
| 2005-2006             | Rot-Weiß Essen        | Regionalliga Nord     | 35          | 2           | 1               | 0               | 0                 | 0                 | -                              | 0                              | 0                              | 36    | 2     |
| 2006-2007             | Rot-Weiß Essen        | 2. Bundesliga         | 11          | 0           | 1               | 0               | 0                 | 0                 | -                              | 0                              | 0                              | 12    | 0     |
| 2007-2008             | Rot-Weiß Essen        | Regionalliga Nord     | 11          | 0           | 1               | 0               | 0                 | 0                 | -                              | 0                              | 0                              | 12    | 0     |
| Total sur la carrière | Total sur la carrière | Total sur la carrière | 322         | 22          | 16              | 3               | 3                 | 0                 | -                              | 2                              | 0                              | 343   | 25    |